# عصب قلبي علوي
ينشأ العصب القلبي العلوي من فرعين أو أكثر من العقدة الرقبية العلوية ويتلقى أحياناً ليفاً من الجذع عند مروره بين العقدتين الرقبيتين الأولى والثانية. يسير العصب القلبي العلوي نحو أسفل العنق خلف الشريان السباتي الأصلي (المشترك)، وأمام العضلة الرقبية الطويلة ويتقاطع مع الشريان الدرقي السفلي والعصب الحنجري الراجع ماراً من أمامهما. لذا يختلف مسار الأعصاب بين الطرفين الأيمن والأيسر.

## العصب الأيمن
يسير العصب الأيمن في جذر الرقبة إما من أمام أو من خلف الشريان تحت الترقوة ثم يكمل على طول الشريان اللامسمى (يسمى أيضاً الجذع العضدي الرأسي brachiocephalic trunk) ثم خلف قوس الشريان الأبهر، حيث يتصل مع القسم العميق من الضفيرة القلبية.
يرتبط العصب الأيمن مع فروع أخرى للجملة العصبية الودية; يتلقى عند منتصف الرقبة تقريباً أليافاً من العصب الحنجري الخارجي; ونحو الأسفل، يتلقى فرعاً أو اثنان من العصب المبهم; وعندما يدخل جوف الصدر يتصل مع ليف عصبي قادم من العصب الحنجري الراجع.
تتصل ألياف من العصب الأيمن مع الفروع الدرقية القادمة من العقدة الرقبية المتوسطة.

## العصب الأيسر
يسير العصب الأيسر، في جوف الصدر، أمام الشريان السباتي الأصلي (المشترك) ويتقاطع مع القسم الأيسر من قوس الشريان الأبهر، ليصل إلى القسم السطحي من الضفيرة القلبية.

## روابط خارجية
- 2127560764 في مفكرة المُمارِس العام